# По той бік дверей (фільм, 2016)
«По той бік дверей» (англ. The Other Side of the Door) — британсько-індійський фільм жахів, знятий Йоганнесом Робертсом. Прем'єра стрічки в Україні відбулась 3 березня 2016 року. Фільм розповідає про жінку, яка через втрату сина знаходить ритуал, який дозволяє їй попрощатися з мертвою дитиною, але натомість відкриває завісу між світом мертвих і живих.

## У ролях
- Сара Вейн Келліс — Марія
- Джеремі Сісто — Майкл
- Хав'єр Ботет — Майрту

## Сприйняття

### Оцінки
Фільм отримав загалом змішані відгуки: Rotten Tomatoes дав оцінку 58 % на основі 12 відгуків від критиків (середня оцінка 5,6/10) і 76 % від глядачів зі середньою оцінкою 4,1/5 (1 445 голосів). Загалом на сайті фільми має змішані оцінки, фільму зарахований «гнилий помідор» від кінокритиків, проте «попкорн» від глядачів, Internet Movie Database — 6,0/10 (223 голоси), Metacritic — 33/100 (5 відгуків критиків). Загалом на цьому ресурсі від критиків фільм отримав погані відгуки.